# 미나미카시와역
미나미카시와역(일본어: 南柏駅, みなみかしわえき)은 일본 지바현 가시와시에 있는 동일본 여객철도의 철도역이다.

## 역 구조
섬식 승강장 1면 2선 형태의 지상역으로, 교상역사를 보유하고 있다.

### 승강장
| 1 | ■ 조반 완행선 | 가시와 · 아비코 · 도리데 방면           |
| 2 | ■ 조반 완행선 | 마쓰도 · 기타센주 · 요요기우에하라 방면 |

## 역사
- 1953년 10월 1일 - 일본국유철도의 역으로서 개업.
- 1987년 4월 1일 - 민영화에 따라 동일본 여객철도의 소속이 되었다.
- 2001년 11월 18일 - 스이카의 사용이 개시되었다.

## 인접역
| 동일본 여객철도              | 동일본 여객철도 | 동일본 여객철도          |
| ---------------------------- | --------------- | ------------------------ |
| JL 26 기타코가네 아야세 방면 | 각역정차        | JL 28 가시와 도리데 방면 |